# Absam
Absam är en ort och kommun i distriktet Innsbruck-Land i förbundslandet Tyrolen i Österrike. Kommunen har 7 374 invånare (2024). Områdets högsta punkt är den 2 726 meter höga toppen av Große Bettelwurf.

## Angränsande kommuner
Absam gränsar till åtta andra kommuner i Innsbruck Land, samt en kommun i distriktet Schwaz.
- Baumkirchen
- Fritzens
- Gnadenwald
- Hall in Tirol
- Innsbruck
- Mils
- Scharnitz
- Thaur
- Vomp (tillhör Schwaz)

## Kända personer från Absam
- Franz Fischler, österrikisk politiker
- Jacob Stainer, österrikisk violintillverkare